# 国性爺合戦

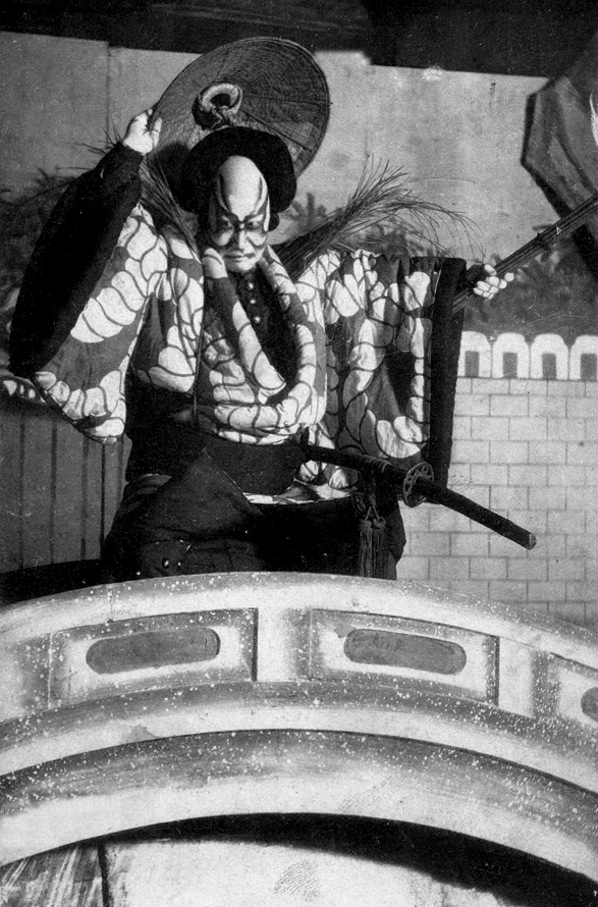
「南無三！ 紅が流れた！」
----
笠を脱ぎ、石橋の上で大見得を切る国性爺（七代目松本幸四郎）。三段目「獅子ヶ城紅流しの場」。上演年劇場等不詳。

こくせんやかっせん（漢名：『国姓爺合戦』、『国性爺合戦』）は、近松門左衛門作の人形浄瑠璃。のちに歌舞伎化された。全五段。
正徳5年（1715年）、大坂の竹本座で初演。江戸時代初期、中国人を父に、日本人を母に持ち、台湾を拠点に明朝の清朝からの復興運動を行った鄭成功（国性爺、史実は国姓爺）を題材にとり、これを脚色。結末を含め、史実とは異なる展開となっている。和藤内（鄭成功）が異母姉の夫・甘輝との同盟を結ぶ「甘輝館」が有名。初演から17ヶ月続演の記録を打ち立てた。

## あらすじ

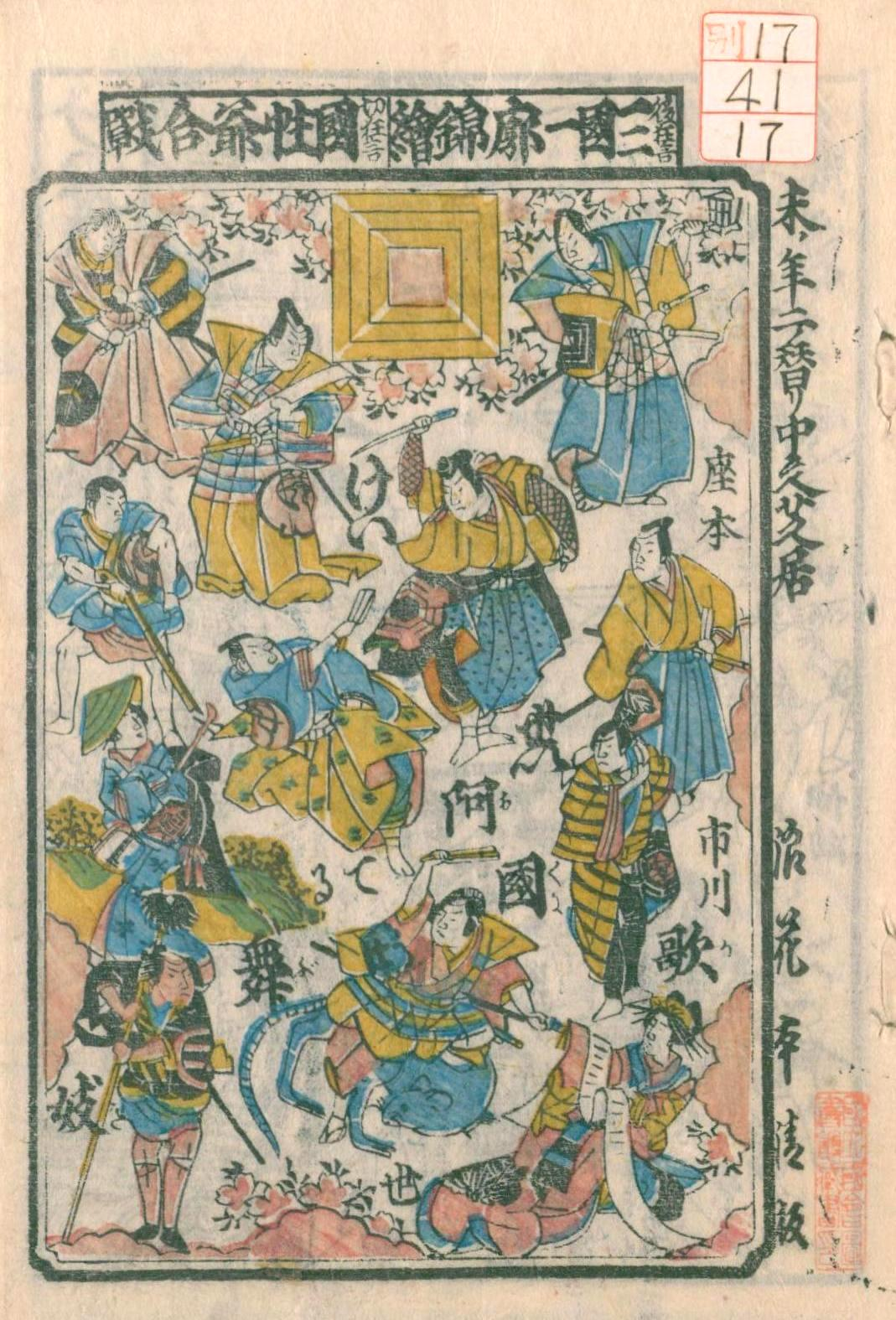
1859年（安政6年）出版の錦絵。座元は市川照世。

今日歌舞伎で演じられるのは主として三段目の一部である。

### 一段目
明朝第17代皇帝思宋烈（崇禎帝）の妃華清は臨月。そこに華清を賜れとの韃靼王の使者が。李蹈天は賛成するが、呉三桂は反対する。李蹈天は自らの左目をくりぬいて使者に渡し、当座を切り抜ける。この功に皇帝は妹を李蹈天に与えようとするが当の栴檀皇女が承諾しない。皇帝は官女に梅と桜の花を持たせて戦わせ、梅が勝ったら承諾するようにと命ずる。
この花いくさの最中に韃靼の軍が宮廷に攻め入る。李蹈天が裏切ったのだった。皇帝は李蹈天に殺害される。華清妃は呉三桂の手引きで逃れるが、海登の湊でついに砲弾に倒れる。呉三桂は死んだ妃の腹から皇子を取りだし、代わりに殺した我が子を身代わりとして腹に入れる。栴檀皇女は呉三桂の妻、柳歌君に守られながら、海に逃れる。

### 二段目
栴檀皇女が小舟で平戸に打ち寄せられたのを明の元役人鄭芝龍が見つける。鄭芝龍は二十数年前に勅旨により日本に渡って、この地で漁師として老一官を名乗り、日本人の妻をめとっていた。老一官夫婦と子の和藤内は、和藤内の妻小むつに栴檀皇女を預け、明朝の復活のため、中国に渡る。
一方、鄭芝龍が大陸に残した先妻・渚との娘、錦祥女は、韃靼の将軍、甘輝の妻となっていた。3人は、甘輝に協力を求めるため、甘輝の館である獅子ヶ城へ向かう。3人は二手に分かれたが、和藤内と母は千里ヶ竹に迷い込む。ここで虎を退治した和藤内は、韃靼兵を手下にしてしまう。

### 三段目
3人は獅子ヶ城にたどり着く。警護は対面を許さなかったが、楼門に登った錦祥女は、3人との対面を果たす。錦祥女は老一官が父であることを確認するが、甘輝は不在であった。警護により3人が城内にはいることは拒絶されるが、3人のうち母だけは縄付きとなることを条件に館に入ることを許される。錦祥女は甘輝が味方するかどうかを、味方するなら白粉を、そうでなければ紅を堀に流すことで合図することにする。
城に帰った甘輝は、「いったん韃靼の王に忠誠を誓った者が、妻の縁で味方になっては義が立たない。そう言われないようにするためには、味方になるのなら、錦祥女を殺してからだ」と答える。しかし甘輝は妻を殺せない。錦祥女は紅を流す。
怒った和藤内は甘輝の城へ向かうが、紅と思ったものは錦祥女が自害して流した血であったと知る。さらにその母・渚（和藤内の母とするものもある）も後を追って自害した。妻の情に心を打たれた甘輝は韃靼征伐を決心し、和藤内に「延平王国性爺鄭成功」の名を与える。

### 四段目
神意を得た小むつは栴檀皇女とともに平戸から中国（浙江省）松江の湊に渡る。一方、呉三桂は皇子をかくまい、山中で暮らしていた。そこに鄭芝龍、小むつ、栴檀皇女が現れる。敵兵に攻められるが、雲の掛橋の計略によって難を逃れる。

### 五段目
和藤内、甘輝、呉三桂が竜馬ヶ原で再会する。そこに鄭芝龍が韃靼を攻めに南京城に向かったという知らせが入る。一同は後を追い、南京城を攻める。ついに敵を倒して、皇子を位につける。

## 登場人物

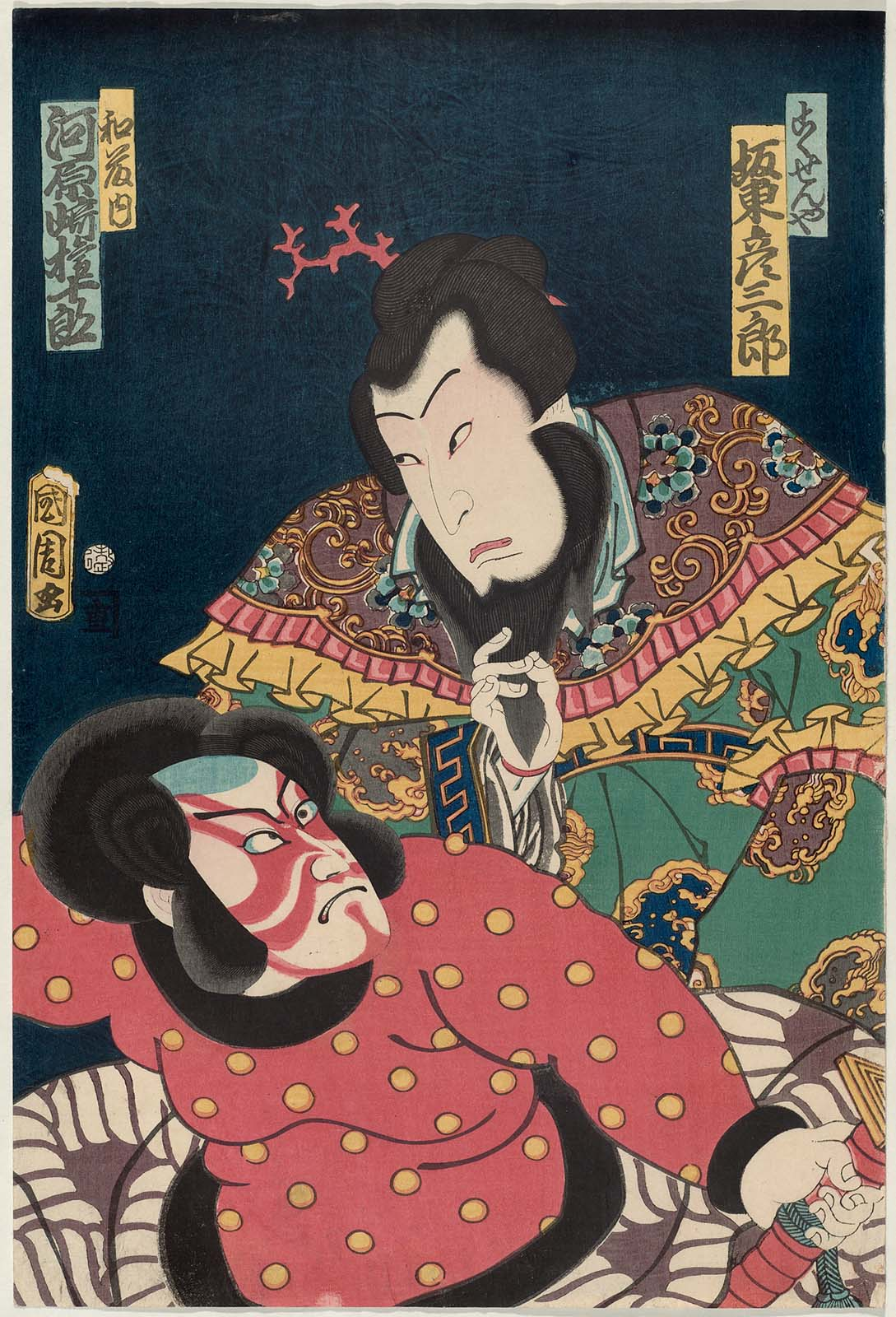
初代河原崎権十郎（九代目團十郎）の和藤内と五代目坂東彦三郎の甘輝 （豊原国周 画）

和藤内
中国人を父に、日本人を母に持つ。のち国性爺。超人的活躍で明朝の復興に尽くす。実在の人物鄭成功（国姓爺）がモデル。なお、和藤内とは、「和（日本）でも藤（唐、中国のこと）でも内（ない）」という洒落。
小むつ
和藤内の妻。
鄭芝龍
和藤内の父。明の臣。日本に渡ってからは老一官と名乗る。
栴檀皇女
明の皇帝の妹。
甘輝
将軍。
呉三桂
将軍。明の忠臣。敵弾に倒れた帝の寵妃華清婦人の腹の太子と自らの子を入れ替え、太子をつれて山々を逃げ九仙山に隠れる。
錦祥女
甘輝の妻。鄭芝龍の先妻の娘。
李蹈天
明の佞臣。左目を抉り取って韃靼にくみする。

## 作品背景

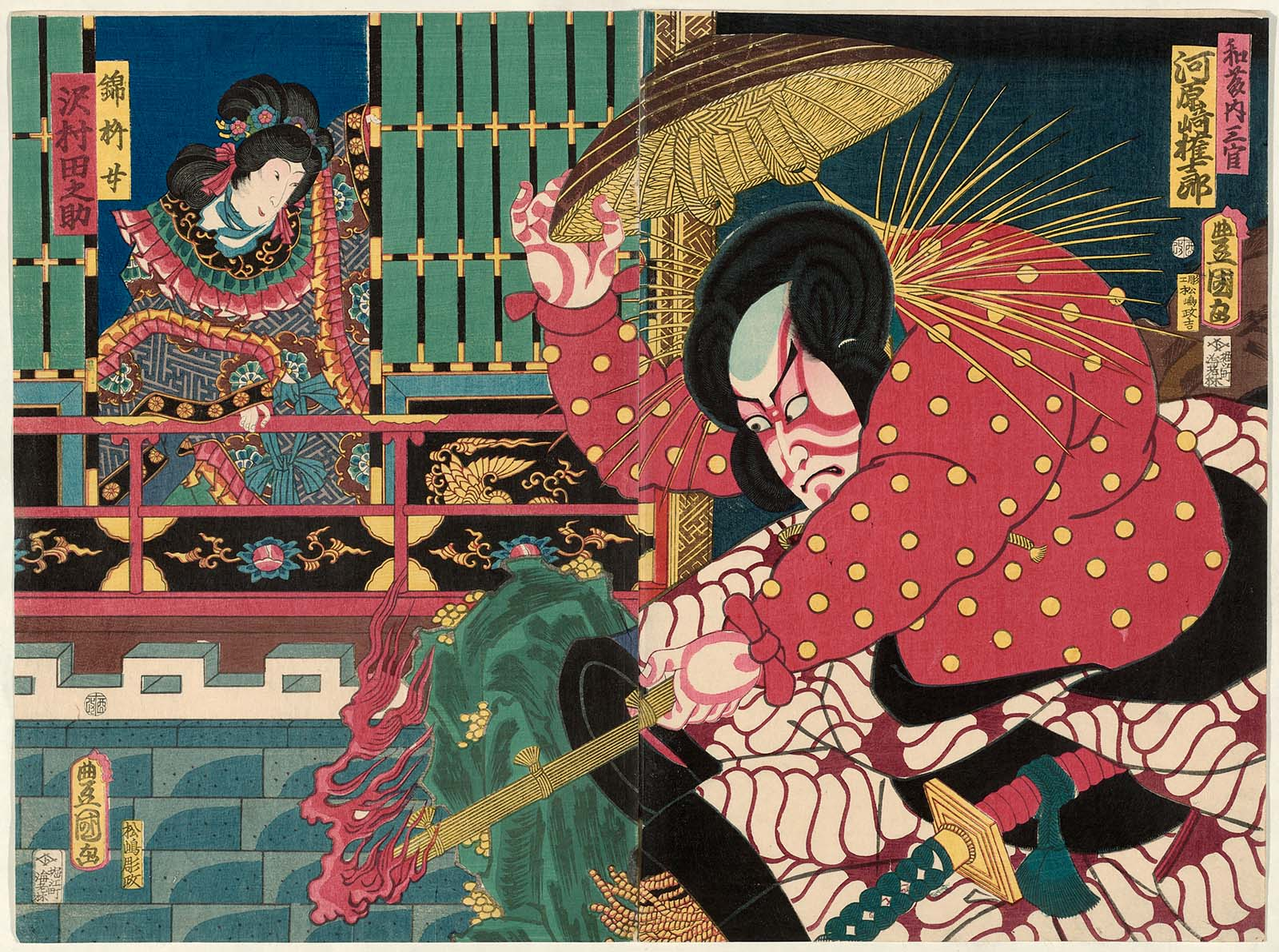
初代河原崎権十郎の和藤内と三代目澤村田之助の錦祥女 （三代目豊国 画）

正徳4年9月（1714年10月）、竹本座の竹本義太夫が没し、遺言により、24歳の弟子・竹本政太夫が後を継いだ。しかし多くの年配者を差し置いてのことだったため、反発があった。そこで長老の近松門左衛門と、座長の竹田出雲は、政太夫の長所である声を活かしたこの作品を完成させる。この作品名は、当初は史実通り『国姓爺合戦』であったが、話は創作であるため、「姓」を「性」と変え『国性爺合戦』に直したともいわれるが、後づけの説明とされる。
隣国である中国に題材を求めたことや、中国人と日本人の混血である主人公は、鎖国下において非常に人気を集め、結果的に3年越し17ヶ月続演という記録を打ち立てた。また歌舞伎化のほか、読本としても出版された。
この人気を受けて、近松は後日狂言として『国性爺後日合戦』『唐船噺今国性爺』を書いたが、いずれも前作の人気には及ばなかった。
現在は、歌舞伎・文楽ともに二段目の「千里が竹」と三段目がよく上演される。歌舞伎では錦祥女の流した血が川に流れる場面を「紅流し」と呼び、国性爺が「南無三! 紅が流れた!」と被っていた笠を脱ぎ捨て、石橋の上で大見得を切るという荒事風の演出が名高く、市川團十郎代々のお家芸となっている。また、獅子が城での国性爺と甘輝との対決は両者とも座頭級の俳優が共演して火花を散らすのが見どころである。

## 長唄「虎狩」
二段目切「千里ヶ竹」に2世杵屋勝三郎が作曲。「安達ヶ原」・「船弁慶」と並ぶ杵勝三伝の一つ。1878年初演。

## お座敷遊び「とらとら」
お茶屋で芸妓さんと対戦する代表的なお座敷遊び。対戦する両者は衝立の両側に分かれて立つ。曲に合わせて双方が、槍を持った武士(和藤内)、おばあさん(和藤内の母)、虎のいずれかのものまねをしてついたてより前に出て対面する。じゃんけんのように、虎はおばあさんより強く、おばあさんは武士より強く、武士は虎より強いという関係で勝敗を決する。負けた方は罰ゲームを受けるのが通例である。
♪千里走るよな 藪(やぶ)の中を皆さん覗いてごろうじませ　金の鉢巻きタスキ　和藤内がえんやらやと　捕らえし獣(けだもの)は
とらとーら とーらとら　とらとーら とーらとら　とらとーら とーらとら♪

## NHK人形劇
- 1954年11月28日 - 1955年3月13日 日曜 18:30 - 19:00（NHKテレビ、全15回）
- 脚色：秋月桂太郎
- 人形：結城座

## 関連文献
- Interpreting Zheng Chenggong: The Politics of Dramatizing a Historical Figure in Japan, China, and Taiwan., Chong Wang；VDM Verlag, Saarbrücken 2008; ISBN 363909266X
- 市川てる世『けいせい阿国歌舞妓 三國一廓錦繪 国姓爺合戦』本清『大阪芝居絵番附中之芝居』第17巻、1859年、1頁。